# Rabnafjellet

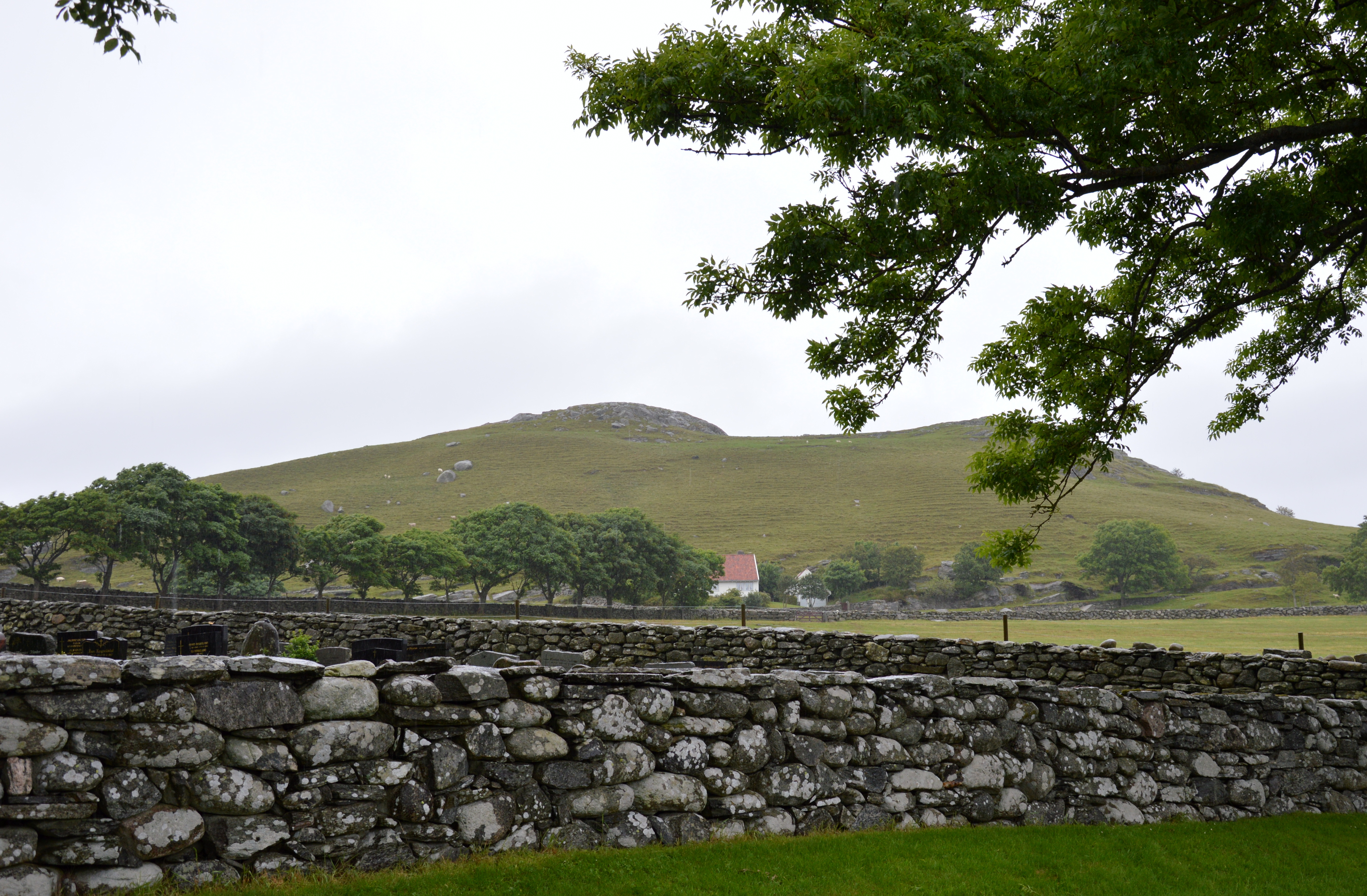
Rabnafjellet, Blick von Südwesten vom Kloster Utstein

Der Rabnafjellet ist ein Berg auf der Insel Klosterøy in der norwegischen Kommune Stavanger in der Provinz Rogaland.
Er erreicht eine Höhe von 78,1 Metern und erhebt sich im nördlichen Teil der Insel, nordöstlich vom Kloster Utstein, über den nördlich verlaufenden Mastrafjord. Das Felsmassiv besteht aus zwei Gipfeln, wobei der nördliche der höhere ist.